# Acutaspis
Acutaspis é um género de hemiptera pertencente à família Diaspididae.
As espécies deste género podem ser encontradas na América.

## Espécies
Espécies (lista incompleta):
- Acutaspis acuta (Mamet, 1951)
- Acutaspis agavis (Townsend & Cockerell, 1898)
- Acutaspis albopicta (Cockerell, 1898)